# Quevillon
Quevillon är en kommun i departementet Seine-Maritime i regionen Normandie i norra Frankrike. Kommunen ligger i kantonen Duclair som tillhör arrondissementet Rouen. År 2022 hade Quevillon 591 invånare.

## Befolkningsutveckling
Antalet invånare i kommunen Quevillon
| Referens: INSEE |